# Ultimate Girls
Ultimate Girls (яп. UG☆アルティメットガール UG☆арутимэтто га:ру) — японский научно-фантастический аниме-сериал в жанре «махо-сёдзё», созданный на студии m.o.e.. Представляет собой пародию на жанры токусацу, кайдзю и сериалы о супергероях.

## Список персонажей
Силк Кохаруно (яп. 小春野 白絹 Кохаруно Сируку) —  главная героиня, очень скромная и стеснительная. Первая, кто применил свою силу. Влюблена в старшего брата одной из своих подруг - в Макото.
Сэйю: Мисато Фукуэн
Виньен Отори (яп. 鳳 ヴィヴィアン О:тори Вивиан) — одна из главных героинь, тайно влюблена в Силк. Первой из девушек догадывается как наилучшим образом использовать их новые силы.
Сэйю: Хитоми Набатамэ
Цубоми Moробоси (яп. 諸星 つぼみ Моробоси Цубоми) — одна из главных героинь, в свободное время занимается косплеем. Именно из-за своего хобби у неё притуплено чувство смущения, что мешает Цубоми в полной степени использовать свои силы.
Сэйю: Ай Токунага
НЛО-мэн (яп. UFOマン ю:фо:ман) — долгое время сражался с гигантскими монстрами-пришельцами по всей Японии, пока однажды случайно не раздавил Силк, Вивьен и Цубоми. Ему пришлось пожертвовать частью своих сил, чтобы воскресить девушек и теперь они вынуждены бороться вместе с ним.
Сэйю: Тору Фуруя
Ёсаку Окамура (яп. 岡村 与作 Окамура Ёсаку) — журналист, пытающийся раскрыть личности главных героинь.
Сэйю: Такаси Мацуяма
Макото Moробоси (яп. 諸星 真, Моробоси Макото) — старший брат Цубоми, школьный фотограф. Пытается раскрыть личности главных героинь, чтобы получить награду от Ёсаку.
Сэйю: Юки Тай
Маю Кохаруно (яп. 小春野 繭 Кохаруно Маю) — старшая сестра Силк, журналистка, работающая вместе с Ёсаку.
Сэйю: Акико Кимура